# Préfecture autonome coréenne de Yanbian
Cette page contient des caractères spéciaux ou non latins. S’ils s’affichent mal (▯, ?, etc.), consultez la page d’aide Unicode.
Pour les articles homonymes, voir Yanbian.
La préfecture autonome coréenne de Yanbian (chinois : 延边朝鲜族自治州 ; pinyin : yánbiān cháoxiǎnzú zìzhìzhōu ; en coréen : 연변조선족자치주, RR : Yeonbyeon Joseonjok Jachiju) est une subdivision administrative du Nord-Est de la province du Jilin en Chine. Son chef-lieu est la ville de Yanji. Elle est bordée au sud par le Hamgyŏng du Nord en Corée du Nord (522 km de frontière commune), à l’est par le kraï du Primorié en Russie (233 km de frontière), au nord par le Heilongjiang et à l’ouest par les préfectures de Baishan et de Jilin.
Elle a été désignée préfecture autonome à cause de la présence d’une forte minorité de Coréens (39,7 % en 1997). Elle est surnommée la « troisième Corée ». Elle abrite des sites archéologiques d’une grande importance concernant l’ancien royaume de Balhae : les tombes des monts Longtou et en particulier le mausolée de la princesse Jeonghyo.

## Histoire
La région suit d’abord la destinée des royaumes de Goguryeo (-37 – 668) et de Balhae (698 – 926). La ville de Dunhua fut la capitale de Balhae entre 742 et 756 sous le nom de Junggyeong.
Sous la dynastie Ming (1368-1644), Yanbian était gouvernée par le district de Jianzhou (建州衛). À la fin de la période de la dynastie Qing (1644–1912), la région était répartie entre les sous-préfectures de Yanji (延吉廳) et de Hunchun (琿春廳) mais n’était que très peu peuplée. Au dix-neuvième siècle, de nombreux immigrés chinois sont venus s’installer dans ces régions, qui étaient auparavant interdites à l’installation pour les Chinois han. La Chine des Qing était dirigée par des mandchous et leur politique était d’éviter d’être assimilés par les hans dans les régions traditionnellement occupées par les mandchous. L’ouverture à la colonisation de cette région pratiquement dépourvue de population sédentaire était une réponse à la montée en puissance de la Russie dans le nord de l’extrême-orient.

### Le retour des Coréens
La fin du dix-neuvième siècle voit l’arrivée massive de Coréens venant de la péninsule. Une deuxième vague fut causée par l’invasion japonaise en Corée puis en Mandchourie (1931). Les Japonais se sont installés dans le Yanbian dès 1907 et ont tenté d’utiliser l’immigration coréenne pour réduire l’influence chinoise dans la région. De 10 000 en 1881, les Coréens sont 396 850 en 1931 et 635 000 en 1945, soit 74 % de la population totale. A la libération, de nombreux Coréens sont restés et ont été engagés dans la guerre civile chinoise que ce soit du côté des communistes ou des nationalistes du Kuomintang.

### La création de la préfecture autonome

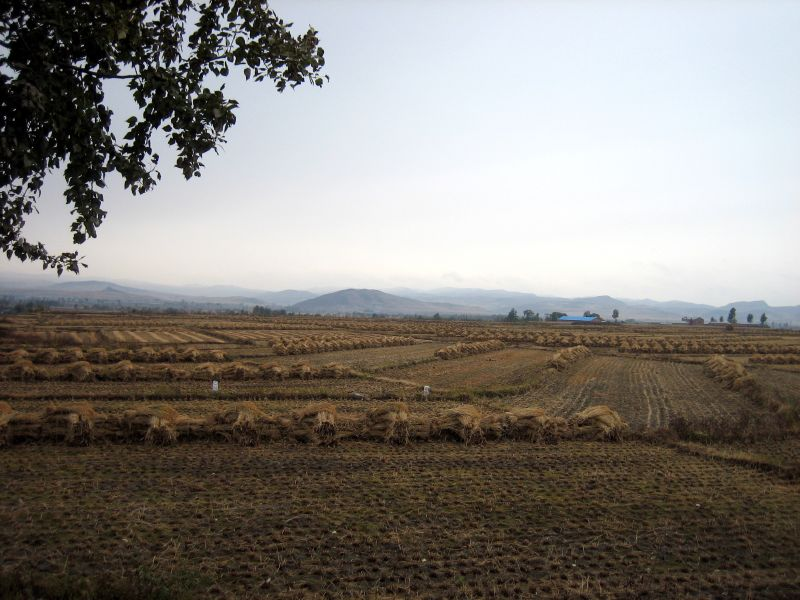
Sur la route entre Yanji et Hunchun.

À la fin de la guerre, en 1952, le nouveau gouvernement donna le statut d'autonomie à la préfecture de Yanbian. Cette année-là, les Coréens composaient 60 % de la population. Dès sa création, Zhu Dehai, un proche du premier ministre Zhou Enlai, est nommé gouverneur du Yanbian. Jusqu’en 1957, la politique d’autonomie est vraiment mise en place et est présentée comme un modèle. À cette époque, la population coréenne a un meilleur niveau de vie et est mieux éduquée que les Hans. Cependant, cette politique est remise en cause dès les périodes du Grand Bond en avant et de la révolution culturelle, un fait aggravé par la rupture de 1959 avec l’URSS et la dégradation des relations avec la Corée du Nord durant les années 1960. Une politique d’assimilation est alors instaurée, le Yanbian, zone frontière, devient une région militarisée sous contrôle de l’armée populaire de libération (APL). La frontière avec la Corée du Nord est fermée au début de la révolution culturelle. 
Cette radicalisation est marquée par l’arrivée de Mao Yuanxin, le neveu du président Mao Zedong, dans le Yanbian en août 1967 au moment de l’instauration de la loi martiale, des batailles rangées ayant opposé l’APL, des factions de gardes rouges et des Coréens. S’appuyant sur l’APL, il fonde un "groupe rouge" pour libérer le Yanbian, s’attaque aux chefs coréens et essentiellement à Zhou Dehai, accusé d’espionnage au profit de la Corée du Nord.

### L’ouverture

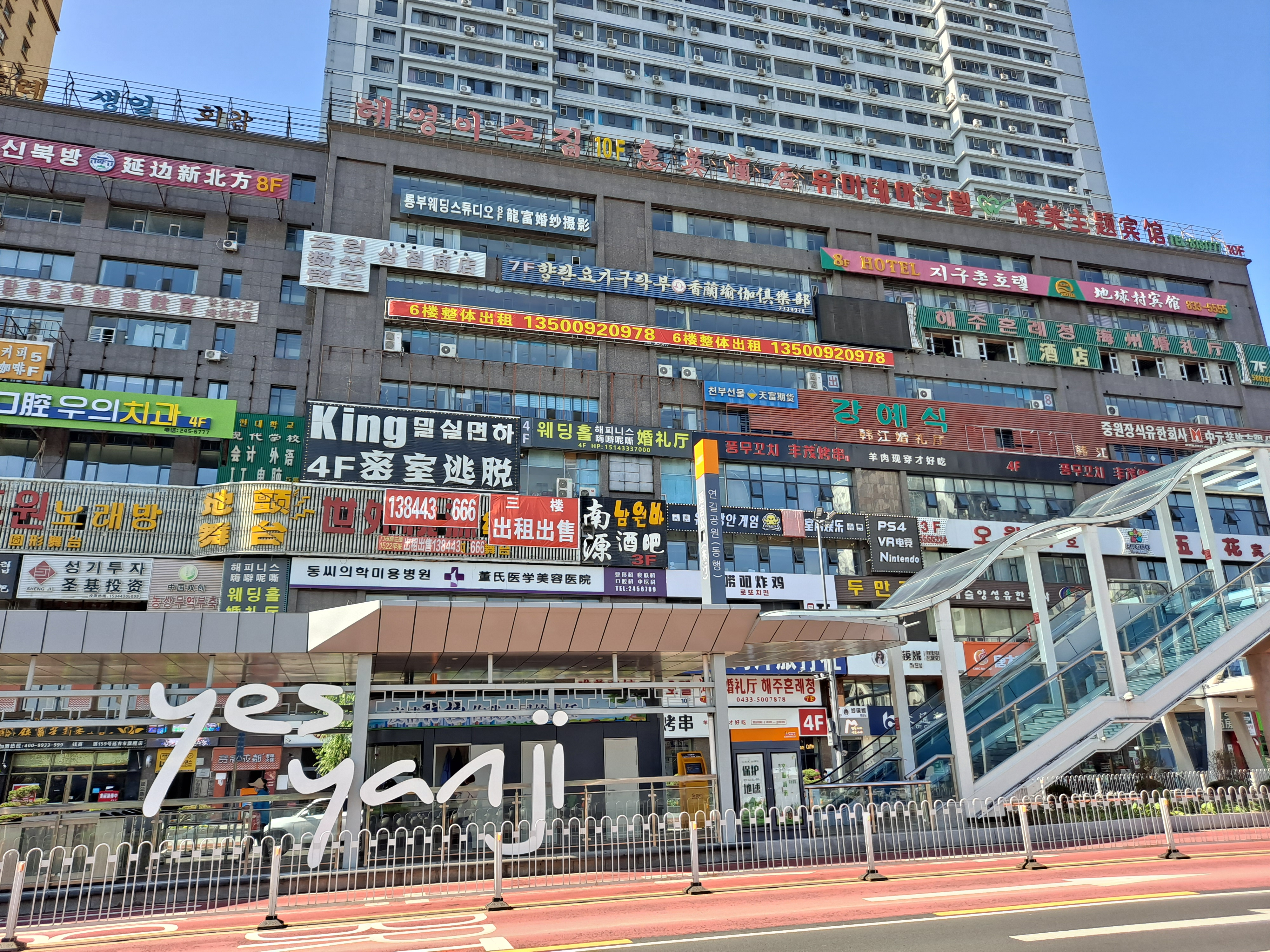
Affichage bilingue

Ce n’est qu’après l’arrivée au pouvoir de Deng Xiaoping et la publication de la constitution de 1982 que la politique devient plus souple et l’autonomie plus marquée. La Chine lance aussi une politique d’ouverture pour pouvoir à nouveau avoir une forte influence dans la région, rouvre la frontière et relance le commerce avec la Corée du Nord, normalise ses relations avec la Russie, le Japon et la Corée du Sud et ouvre le Yanbian aux investissements étrangers. Sur les 616 millions de dollars investis entre la fin des années 1980 et 2002, 357 provenaient de Corée du Sud, 133 de Hong Kong, 50 du Japon et 2,6 de Corée du Nord. Le développement est soutenu mais nettement moins rapide que celui des régions côtières. C’est ainsi que pour lutter contre l’enclavement de la région, un projet international est créé autour de Hunchun, au point de jonction des frontières coréennes, russes et chinoises : la zone de développement économique du fleuve Tumen. Les objectifs principaux sont d’attirer les investissements étrangers, de développer l’infrastructure et d’améliorer l’accès à la mer en utilisant les ports coréens de Rajin et de Chŏngjin ainsi que les ports russes de Zarubino et Posyet. Parallèlement en 1991, les autorités nord-coréennes créent la zone économique de Rajin-Sanbong.
Néanmoins, cette politique ne connut pas le succès prévu dans les années 1990, en partie à cause des difficultés économiques de la Russie et de la Corée du Nord. Alors que le Yanbian était la préfecture autonome la plus développée du pays en 1990, elle n’occupe plus que la cinquième place en 2000. Jusqu’en 1994, le Yanbian réalise l’essentiel de son commerce extérieur avec la Corée du Nord et la Russie. 1995 est l’année d’une rupture, la Corée du Sud et le Japon deviennent les principaux partenaires.

### L’émigration

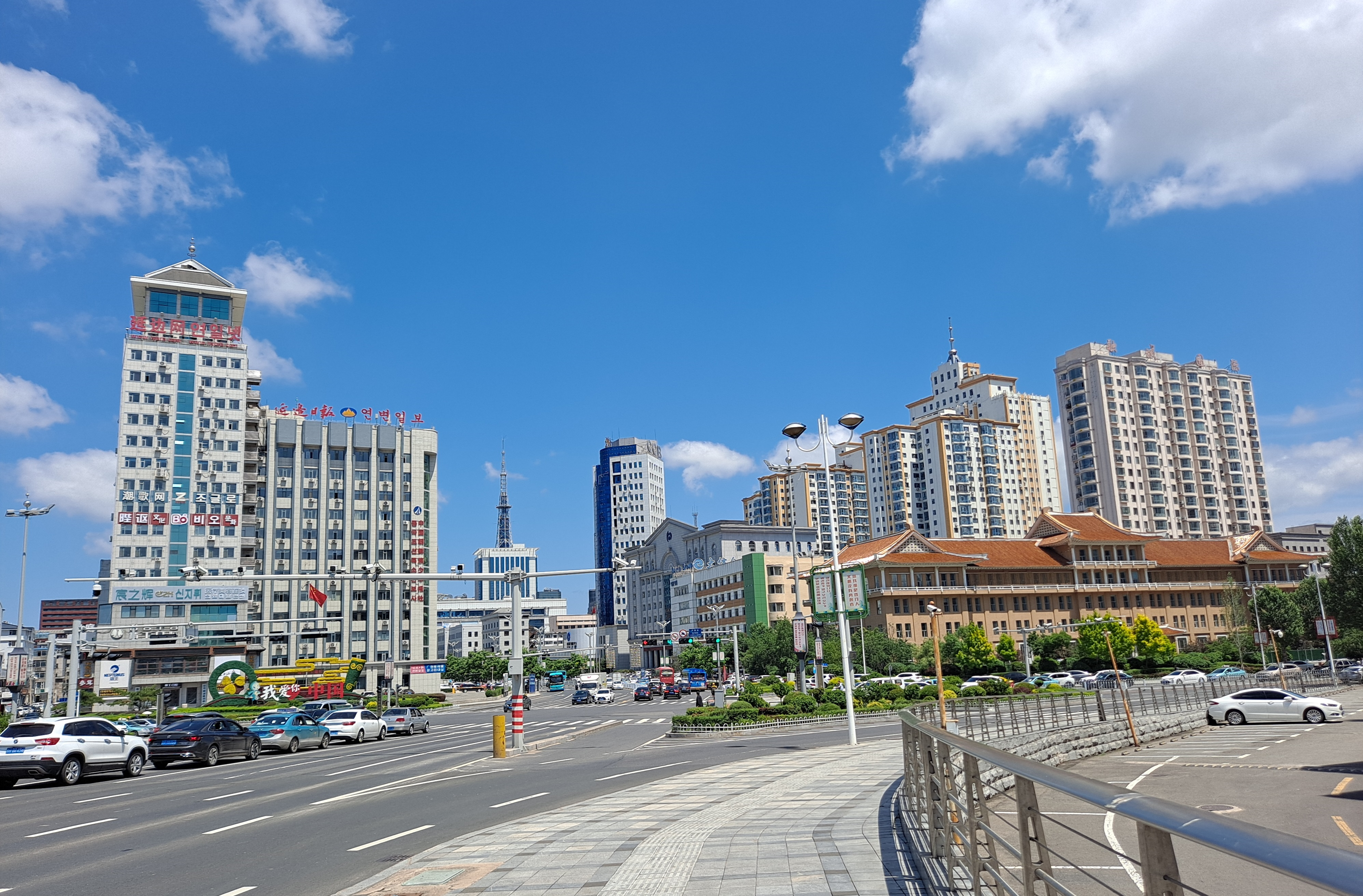
La ville de Yanji.

Les difficultés économiques poussent les Coréens du Yanbian à émigrer. Il y a d’abord l’exode rural vers les centres urbains régionaux de Yanji, Hunchun et Dunhua mais aussi vers Pékin et les grandes villes de Mandchourie et du Shandong. Depuis la normalisation diplomatique de 1992 avec la Corée du Sud, ce pays est devenu très attractif : il y avait 23 000 Coréens de Chine en Corée du Sud en 1992, ils sont officiellement 92 000 en 2002, 150 000 à 200 000 en comptant les migrants illégaux. Cependant, exposés sur place à des lois discriminantes, nombreux sont ceux qui retournent en Chine avec une image négative de la Corée du Sud. La forte émigration féminine a accentué le déséquilibre homme/femme dans les campagnes qui atteint un taux de 4 hommes pour une femme et cause une chute du taux de natalité. En contrepartie, de nombreux réfugiés nord-coréens (entre 10 000 et 300 000) sont arrivés entre 1998 et 2001 malgré la répression.
Toutefois, la proportion de Coréens diminue et n’est plus que de 32 % en 2000. Les autorités chinoises subventionnent les écoles et les publications en langue coréenne mais prennent aussi des mesures pour empêcher l’émergence d’un mouvement irrédentiste dans la région. Depuis la fin des années 1990, l’assimilation des Coréens dans la culture chinoise s’accélère, ceux-ci utilisant quotidiennement le chinois et choisissant d’aller à l’école sinophone.

## Subdivisions administratives
La préfecture autonome coréenne de Yanbian exerce sa juridiction sur huit subdivisions - six villes-districts et deux xian.
 
En 1997, 57,4 % de la population était d’origine han, 39,7 % coréenne, 2,4 % mandchoue et 0,3 % hui. Les Coréens habitent essentiellement les régions proches de la frontière. Ainsi, à Dunhua, à l’intérieur du pays, il ne représente que 4,5 % de la population.

La région est plus urbanisée que le reste de la Chine, l’index d’urbanisation atteint 55,6 % contre 26,5 % dans l’ensemble du pays. Cependant, elle est relativement peu peuplée : la densité de population n’est que de 51 hab/km2.
| No | Nom              | Chinois | Coréen (hangeul) | Coréen romanisé | Population (1999) | Population (2003 est.) | Superficie (km2) | Densité (hab/km2) (2003) |
| -- | ---------------- | ------- | ---------------- | --------------- | ----------------- | ---------------------- | ---------------- | ------------------------ |
| 1  | Yanji            | 延吉市  | 연길시           | Yeongil-si      | 386 008           | 410 000                | 1 332            | 308                      |
| 2  | Tumen            | 图们市  | 도문시           | Domun-si        | 136 844           | 130 000                | 1 142            | 114                      |
| 3  | Dunhua           | 敦化市  | 돈화시           | Donhwa-si       | 479 479           | 480 000                | 11 963           | 40                       |
| 4  | Hunchun          | 珲春市  | 혼춘시           | Honchun-si      | 210 281           | 220 000                | 4 938            | 45                       |
| 5  | Longjing         | 龙井市  | 룡정시           | Ryongjeong-si   | 263 131           | 250 000                | 2 592            | 96                       |
| 6  | Helong           | 和龙市  | 화룡시           | Hwaryong-si     | 225 402           | 210 000                | 5 069            | 41                       |
| 7  | Xian de Wangqing | 汪清县  | 왕청군           | Wangcheong-gun  | 264 465           | 250 000                | 8 994            | 28                       |
| 8  | Xian d’Antu      | 安图县  | 안도군           | Ando-gun        | 219 987           | 210 000                | 7 444            | 28                       |

## Climat et géographie
Le climat est continental humide (Dwb selon la classification de Köppen). Il est caractérisé par des hivers rigoureux mais secs et ensoleillés. L’été est influencé par la mousson, il est chaud et pluvieux. Dans Yanji, la capitale, la température moyenne passe de −13,6 °C en janvier à 21,5 °C en juillet. La moyenne annuelle n’est que de 5,40 °C.
| Mois                                | jan.  | fév.  | mars  | avril | mai   | juin | jui.  | août  | sep.  | oct.  | nov.  | déc.  | année |
| ----------------------------------- | ----- | ----- | ----- | ----- | ----- | ---- | ----- | ----- | ----- | ----- | ----- | ----- | ----- |
| Température minimale moyenne (°C)   | −19,4 | −16   | −8,2  | −0,1  | 6,7   | 12,9 | 17,2  | 17,1  | 9,1   | 0,3   | −8    | −16,2 | −0,4  |
| Température maximale moyenne (°C)   | −6,5  | −2,2  | 5,6   | 15,1  | 21,5  | 24   | 27,1  | 26,9  | 21,9  | 14,5  | 3,9   | −4,3  | 12,3  |
| Ensoleillement (h)                  | 170,4 | 183,2 | 225,3 | 213,2 | 233,6 | 190  | 181   | 187,5 | 197,6 | 199,5 | 157,7 | 140,8 | 2 280 |
| Précipitations (mm)                 | 3,7   | 5,2   | 8,3   | 25,2  | 54    | 88,8 | 115,3 | 121,9 | 64,1  | 24,6  | 10,8  | 6,4   | 528   |
| Nombre de jours avec précipitations | 3,1   | 3,4   | 5,1   | 7,8   | 12,2  | 15,1 | 14,3  | 13,6  | 10,4  | 7,1   | 5,3   | 3,8   | 101   |
| Humidité relative (%)               | 59    | 55    | 53    | 55    | 60    | 75   | 79    | 80    | 77    | 67    | 62    | 61    | 65    |

L’altitude moyenne de la région est de 500 m. Elle est parcourue par les monts Changbai qui culminent au mont Paektu, un volcan haut de 2 744 m. Les hivers étant très froids, le sol est gelé en permanence au-dessus de 1 800 m formant un pergélisol. Cependant, la sécheresse des hivers ne permet pas la formation de glaciers. Le Yanbian est arrosé principalement par le Songhua, une rivière longue de 1 927 km qui se jette dans l’Amour  par son affluent, la Mudan (726 km). Dans le sud, le Tumen est un fleuve (521 km) qui forme la frontière avec la Corée du Nord et va se jeter dans la mer du Japon. À cet endroit, près de Hunchun, il forme une vaste plaine. Les territoires situés près de la frontière russe subissent régulièrement des tremblements de terre. L’un des derniers s’est produit en février 2010 avec une magnitude de 6,5 sur l’échelle de Richter mais ne causa pas de victimes. Les bassins des rivières conviennent à l’agriculture, en particulier du riz, du tabac, des pommes et des haricots. Les ressources en minerai concernent essentiellement l’or, le plomb, le zinc, le cuivre, l’argent, le manganèse et le mercure. La forêt couvre 70 % du territoire. Les montagnes sont célèbres pour leur ginseng.

## Transports
Yanji est situé à 24 h de train de Pékin. L’aéroport de Yanji Chaoyangchuan propose des vols vers Séoul ainsi que vers 7 aéroports de Chine (Pékin, Shanghai, ..).

## Culture et tourisme

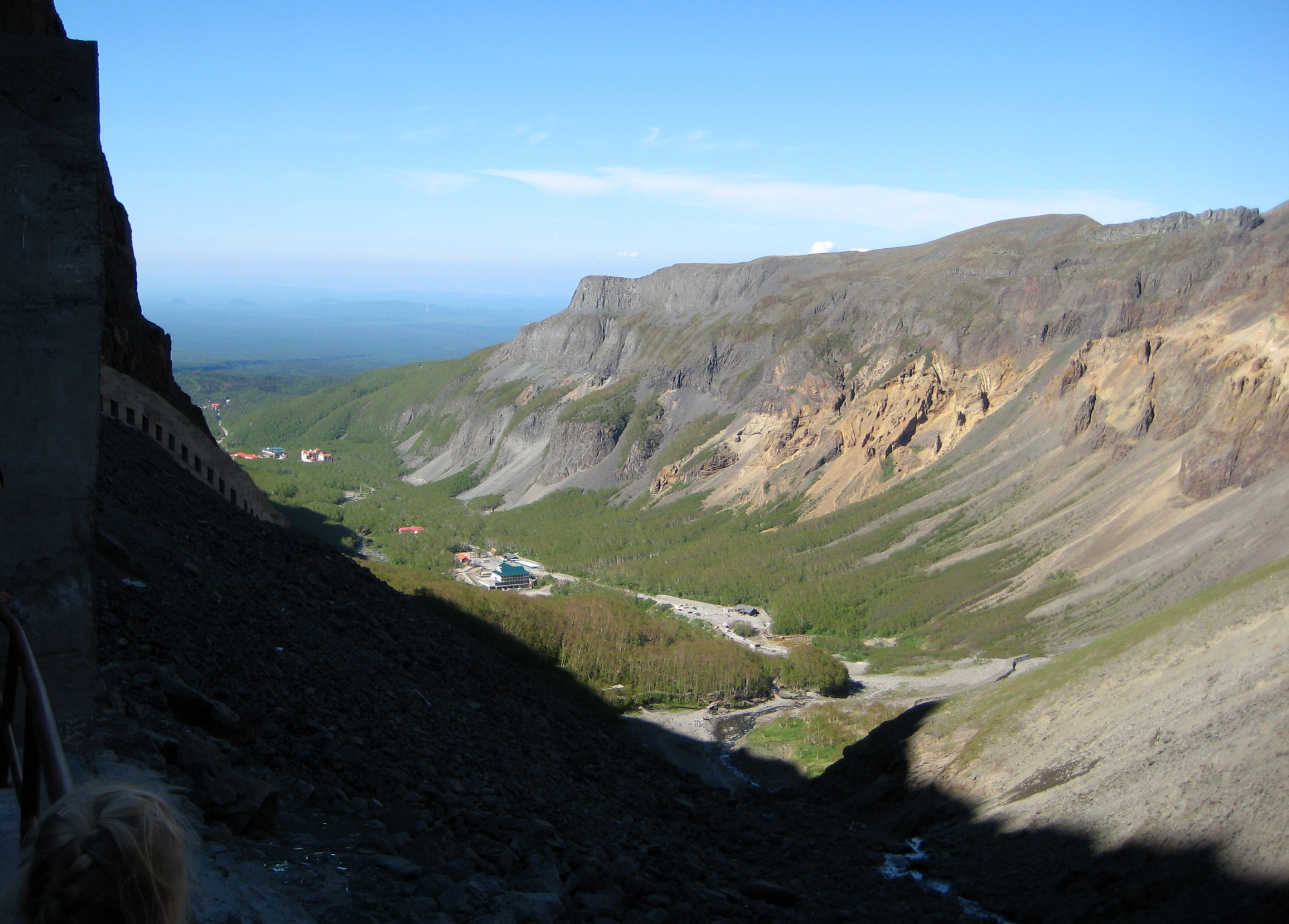
Une vallée descendant du mont Paektu.

- Le village traditionnel coréen de Hongqi comprend 86 foyers et est situé à Wanbao, dans le district d’Antu. Il présente la cuisine, les danses et les sports traditionnels de Corée.
- La station de ski de Mantianxing comprend quatre pistes et s’étend sur 13 hectares au sein du parc national forestier du même nom près de Wangqing.
- Les sites de Xianjingtai pour ses montagnes et de Fangchuan au-dessus de l’embouchure du Tumen à la croisée de la Chine, de la Russie et de la Corée du Nord sont remarquables pour leur beauté.
- Le musée de la préfecture autonome de Yanbian a ouvert ses portes en 1982. Il contient plus de 10 000 objets exposés.
- L’université de Yanbian (en) a été fondée en 1949 et a pour but l’éducation de la minorité coréenne. C’est la seule université chinoise qui propose des cours en coréen.
- En 2006, la série télévisée Pure de cœur (en) a mis en scène la vie d’une jeune fille de Yanbian venant à Séoul pour se marier.
- En 2011, le film The Murderer, du Coréen Na Hong-jin, raconte le destin d'un chauffeur de taxi de Yanji, envoyé clandestinement en Corée du Sud pour y commettre un meurtre.
- En 2013, le film New World du Coréen Park Hoon-jeong décrit une bande de quatre tueurs à gage venant de la préfecture autonome coréenne de Yanbian afin d'aider l’une des factions dans sa quête du pouvoir.